# Vai all'inferno, Dante!
Vai all'Inferno, Dante!  è un romanzo di Luigi Garlando edito da Rizzoli nel 2020.

## Trama
Vasco è un ricco bullo fiorentino di 14 anni che vive in un'enorme villa: La Gagliarda. La sua famiglia è ricca e potente, ma lui passa le sue giornate a giocare ai videogiochi, e proprio in una partita su Fortnite un giocatore di nome Dante lo riesce a battere. Ma questo non è una persona qualunque, è il vero Dante Alighieri sceso in Terra per aiutare Vasco a tornare sulla retta via, per non aver un destino all'Inferno.
Vai all'Inferno, Dante, parla dunque di questo ragazzo che parla slang e l'altro giocatore, Dante, gli risponde con i versi della Divina Commedia.